# حصن هوارد (ماريلاند)

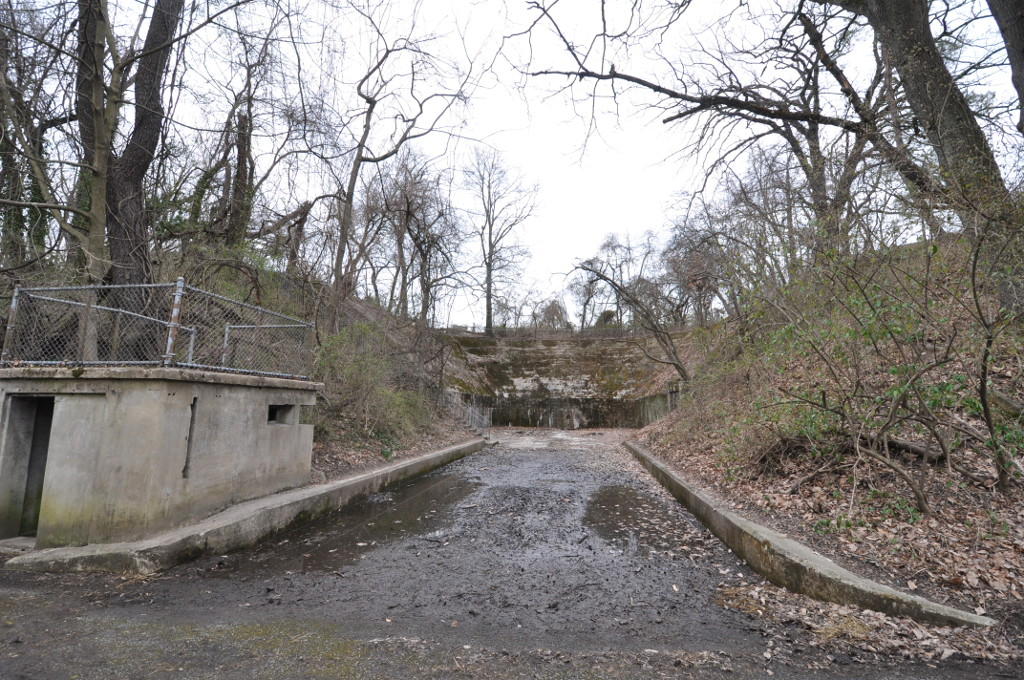
حصن هوارد.

حصن هوارد (بالإنجليزية: Fort Howard)‏ هو اسم منشأة عسكرية سابقة في جنوب شرق مقاطعة بالتيمور بولاية ماريلاند. أنشأن خلال الحرب الأمريكية الإسبانية وتمت تسميتها على الجنرال جون إيغر هوارد (1752–1827) من قبل إليهو روت وزير الحرب في حكومة تيدي روزفلت. ترجع أهمية المنشأة التاريخية لارتباطها بحرب 1812، والحرب الأمريكية الإسبانية، والحرب العالمية الثانية.